# جير مانلي
جير مانلي (بالإنجليزية: Ger Manley)‏ هو لاعب قذف أيرلندي، ولد في 13 يناير 1968.